# Група армій «D»
Група армій «D» (нім. Heeresgruppe D) — одна з груп армій Німеччини під час Другої світової війни.
Група армій «D» (Heeresgruppe D) сформована 26 жовтня 1940 у Франції при поділі командування групи армій «C». З 15 квітня 1941 група армій «D» так само іменувалася як головнокомандування Заходу, а з 10 вересня 1944 іменувалося виключно як головне командування Заходу. 25 березня 1945 було перейменовано на головнокомандування Півдня.
З 22 квітня 1945 діяла на всі території Південної Німеччини. З моменту висадки союзників у Нормандії, а надалі й на південному узбережжі Франції, вела оборонні бої з поступовим відступом до кордонів Німеччини. Після капітуляції німецьких військ у Північній Італії взяла на себе лінію оборони по всій території Південної Німеччини.
Капітулювала 6 травня 1945.

## Командувачі групи армій
Західний фронт
- генерал-фельдмаршал Ервін фон Віцлебен (26 жовтня 1939 — 15 березня 1942);
- генерал-фельдмаршал Герд фон Рундштедт (15 березня 1942 — 2 липня 1944);
- генерал-фельдмаршал Гюнтер фон Клюге (2 липня — 15 серпня 1944);
- генерал-фельдмаршал Герд фон Рундштедт (15 серпня 1944 — 11 березня 1945);
- генерал-фельдмаршал Альберт Кессельрінг (11 березня — 6 травня 1945);